# Зимние фольклорные персонажи
Зимние фольклорные персонажи — персонажи народного творчества в государствах и странах, которые наиболее активны в зимний период времени.
Главный зимний сказочный персонаж Дед Мороз и его аналоги. Зимний фольклорный персонаж по имени Мороз (Морозко, Дед Мороз и другие) был, и с ним связан определённый набор обрядов разных народов и народностей, но далеко не всегда в нём можно было увидеть знакомые черты сегодняшнего доброго Дедушки Мороза, а был этот персонаж — персонификация холода (стужи, заморозков и так далее). Во время праздничного застолья (зимних праздников: в Васильев вечер (31 декабря, День Святого Василия — «Мороза Васильевича»), накануне Рождества, Крещения, в день Сорока мучеников Севастийских (Сороки, 9 (22) марта), в Чистый четверг или на Пасху и другие) глава семейства приглашал Мороза на обильное угощение, предлагая есть кутью, кисель или блины, и просил не губить будущий урожай зерновых, овощей и так далее.

Дед Мороз, дед Мороз! Приходи блины есть и кутью! А летом не ходи, огурцы не съедай, росу не убивай и ребятишек не гоняй!
Современное представление о Деде Морозе и его аналогах является сложным сплетением легенд и верований разных времён и народов. На сегодняшний день он является любимым зимним персонажем детей, которые верят в чудеса и с нетерпением ждут подарков на Новый год и Рождество. Специально для них каждый зимний сезон в столицах разных стран открывается новогодняя резиденция Деда Мороза. Туда можно отправить письмо волшебнику со своими пожеланиями по поводу того, какой подарок хочется получить на Новый год, а также поделиться своими увлекательными рассказами и желаниями.

## Дед Мороз и его аналоги в других странах мира
В других странах существуют свои новогодние и рождественские персонажи — аналоги Деда Мороза или тот же Дед Мороз (как, к примеру, на Украине) и прочие персонажи (к примеру, Святой Николай Чудотворец):
- в Азербайджане — «Şaxta Baba» (Шахта́ Баба́, дословно — «Дед Мороз», тот же Дед Мороз, но в голубом) и «Qarqız» (Гаргыз, Снегурочка).
- в Албании — «Babadimri»
- в Армении — «Kaghand papi», чаще «Dzmer Papi» (Дзмер папи, дословно — «Дед Зима») и «Dzyunanushik» (Дзюнанушик, дословно — «Снежная Ануш»).
- в Афганистане — «Baba Chaghaloo»
- в Белоруссии — «Святы Мікалай», «Зюзя», «Дзед Мароз»
- в Болгарии — «Дядо Коледа» или «Дядо Мраз»
- в Бразилии — «Papai Noel»
- в Великобритании — «Father Christmas»
- в Венгрии — «Mikulás» или «Télapó»
- во Вьетнаме — «Ông già Nô-en»
- в Германии — «Weihnachtsmann» или «Christkind» (Младенец Иисус) на Рождество, «Nikolaus» в День святого Николая
- в Греции — «Агиос Василис», (Святитель Василий)

- в Грузии — «Tovlis papa», «Tovlis babua»
- в Дании — «Julemanden» (то есть Рождественский Муж) или Юлениссе (швед. Julenissen).
- в Египте — «Papa Noël»
- в Израиле — «Баба Ноэль» (у арабов-христиан).
- в Индонезии — «Sinterklas».
- в Ираке и Южной Африке — «Goosaleh».
- в Иране — «Baba Noel»
- в Ирландии — «Daidí na Nollaig».
- в Испании и Латинской Америке — «Papá Noel».
  - В Стране Басков Деда Мороза зовут «Olentzero» (Оленцеро). Он одет в национальную домотканую одежду, чёрный берет, носит с собой фляжку хорошего испанского вина и курит трубку.
- в Исландии — Йоласвейнары (исл. jólasveinarnir или jólasveinar).
- в Италии — «Babbo Natale» и Бефана, которая в сочельник (в ночь перед Рождеством) прилетает в дома через дымоход и приносит хорошим детям подарки, а непослушным достается только зола.
- в Кыргызстане — «Аяз Ата», дословно — «Дед Мороз», «Аяз Кыз» (Снежная дева, Снегурочка).
- в Казахстане — «Аяз Ата», дословно — «Дед Мороз», «Ақшақар» (Белоснежка).
- в Каталонии — «Pare Nadal».
- в Китае — «Шэнь Дань Лаожэнь».
- в Латвии — «Ziemassvētku vecītis» или «Salavecis».
- в Литве — «Kalėdų senelis» (Каледу сянялис — рождественский дедушка) или «Senelis Šaltis» (Сянялис Шальтис — дедушка мороз).
- в Монголии — Увлин Увгун одет в мохнатую шубу, большую лисью шапку и похож на пастуха. На боку у него табакерка, кремень и огниво, а в руках — длинный кнут.
- в Нидерландах и Бельгии — Синтерклаас (нидерл. Sinterklaas) и Керцман (нидерл. Kerstman).
- в Норвегии — Юлебукк (швед. Julebukk — букв. Рождественский козёл) или Юлениссе (швед. Julenissen).

- в Польше — «Święty Mikołaj» или «Dziadek Mróz» или «Gwiazdor».
- в Португалии — «Pai Natal».
- в Румынии и Молдавии — «Moş Crăciun» (Мош Крэчун). Он очень похож на русского Деда Мороза.
- в Сербии, Черногории и Боснии и Герцеговине — «Deda Mraz»
- в США и англоязычной Канаде — «Санта-Клаус»
- в Таджикистане — «Бобои Барфӣ»
- на Тайване — «Sèng-tàn Ló-jîn»
- в Турции — «Noel Baba»[1]
- в Узбекистане — «Qor bobo» (Корбобо, дословно — «Снежный Дед») или «Ayoz bobo» (Аёз бобо — «Дед Мороз»).
- на Украине — «Святий Миколай» и «Дід Мороз».
- в Финляндии — «Йоулупукки» (фин. Joulupukki). Он носит высокую конусообразную шапку, длинные волосы и красную одежду. Его окружают гномы в островерхих шапочках и накидках, отороченных белым мехом.
- во Франции и франкоязычной Канаде — Пер-Ноэль (Père Noël, дословно — «Отец Рождество»). Его антагонист — Пер-Фуэтар — бородатый старик, носящий меховую шапку и тёплый дорожный плащ. В его корзине спрятаны розги для непослушных, упрямых и капризных детей.
- в Чехии и Словакии — «Ježíšek» (Ежишек), «Mikuláš» (Микулаш).
- в Чили — «Viejito Pascuero».
- в Швеции — сутулый дед с шишковатым носом Юлтомтен («Jultomten») и карлик Юлениссе оставляют подарки на подоконниках.
- в Шотландии — «Daidaín na Nollaig».
- в Эстонии — Йыулувана и он похож на финского «Йоулупукки».

В Иране аналогичную роль играет Аму Новруз («Дядюшка Новруз»). Его жену зовут Нане Сарма («Тётушка Мороз»), он может с ней встречаться только во время иранского нового года. Его спутник — Хаджи Фируз с чёрной кожей и в красном наряде.

## Святой Николай
Под именем немецко-скандинавского Николауса (Nikolaus) скрывается святой Николай из Миры (в русской традиции — Николай-чудотворец), бывший в первой половине III века епископом в г. Мира в Малой Азии (ныне Демра, Турция). С именем Николая связаны многие легенды. В том числе о том, как он переправил в Миру поставку зерна, предназначенного для Рима, и о том, как он спас детей Миры от морских разбойников. С XVII века святой Николай считается покровителем детей. В его день, 6 (19) декабря, детям дарят подарки (дети выставляют свои ботинки перед дверью, чтобы Николай мог положить в них свои подарки).
Однако подарки получают только послушные дети. Непослушные проказники, напротив, получают наказания розгами. В этом нелёгком деле у св. Николая есть помощники: в Германии — Кнехт Рупрехт; в Швейцарии — Шмутсли; в Австрии и Баварии — Крампус.

## Младенец Иисус
Первоначально его называли Кристкинд (нем. Christkind «Младенец Иисус»). Кристкинд представляется часто в качестве девочки или ангела женского пола, который дарит детям подарки на Рождество.
Младенец Иисус — это изобретение Мартина Лютера. Протестанты не признавали католических святых. Обычай же дарить детям подарки Лютеру хотелось сохранить. Поэтому он заменил св. Николая на Кристкинда, которому «поручил» раздавать подарки, но не на 6 декабря, а в Рождество, 25 декабря. До 1900 так и было — у католиков к детям «приходил» св. Николай 6 декабря, а у протестантов — Кристкинд 25 декабря. Лишь в XX веке «протестантский» Кристкинд прижился у католиков, так же как и рождественская ёлка и венки. У протестантов же с этого времени Кристкинд стал играть всё меньшую роль в их рождественских традициях и был в конце концов вытеснен секуляризированным (не религиозным) «рождественским дедом» (Weihnachtsmann). Таким образом, изначально протестантский Кристкинд «приходит» сегодня преимущественно в католические семьи.
Кристкинд дарит подарки только послушным детям, а шаловливые и капризные остаются с пустыми руками. Однако, в отличие от помощников св. Николая, Кристкинд не наказывает таких детей.

## Рождественский дед
Вайнахтсман (нем. Weihnachtsmann) или «Рождественский дед» — это современная символическая фигура, приносящая детям подарки на рождество. В его основе — всё те же легенды о святом Николае. Рождественский дед представляется как дружелюбный старик с длинной белой бородой, красной шубе с белым мехом, мешком с подарками и розгой. В рождественскую ночь он одаривает «хороших» детей и наказывает «плохих», объединяя, таким образом, в своём лице функции св. Николая и его наказывающих помощников.
Европейские переселенцы в Америку привезли с собой легенды о св. Николае. За океаном Рождественский дед живёт под именем Санта-Клаус. Современные представления о нём, как о разъезжающем на упряжке северных оленей и тайком залезающим через камин в дома, чтобы оставить подарки, восходят к стихотворению американского писателя Клемента Мура «Визит святого Николая» («The Night before Christmas»), анонимно опубликованному в 1823 году. С 1862 года карикатурист немецкого происхождения Томас Наст рисовал изображения Санта-Клауса для журнала «Harper’s Weekly». На них Рождественский дед уже был бородачом с розгой.
Красно-белый наряд и стандартизированный внешний вид Рождественский дед получил в 1920-е годы. Чуть позже, в 1931, этот образ лёг в основу рекламной кампании Кока-Колы, когда Хэддон Сандблом нарисовал Санта-Клауса с лицом одного из сотрудников компании на пенсии. С тех пор он ежегодно (вплоть до 1966) рисовал новых Санта-Клаусов, закрепляя в общественном сознании этот современный образ. Рекламная кампания оказалась настолько успешной, что такой внешний вид Санта-Клауса, не вполне справедливо, приписывается Кока-Коле.